# Осада Кольберга (1807)
Осада Кольберга проходила с 20 марта по 2 июля 1807 года во время войны Четвёртой коалиции, являющейся частью Наполеоновских войн. Армия Первой Французской империи и некоторые союзники Франции (включая польских повстанцев) осадили прусский укреплённый город Кольберг, единственную удерживаемую Пруссией крепость в прусской провинции Померания. Осада не увенчалась успехом и была снята после объявления Тильзитского мира.
После того, как в конце 1806 года Пруссия проиграла битву при Йене и Ауэрштедте, французские войска двинулись на север, в прусскую Померанию. Укреплённый Штеттин (Щецин) сдался без боя, и провинция была оккупирована французскими войсками. Однако Кольберг оказал сопротивление, и французская осада была отложена до марта 1807 года из-за того, что вокруг крепости действовал фрайкор Фердинанда фон Шилля, которому удалось захватить назначенного руководить осадой французского командующего Клод-Виктора Перрена. В течение этих месяцев военный комендант Кольберга Лукаду и представитель местного населения Неттельбек подготовили оборонительные сооружения крепости.
Французским войскам под командованием Толье, состоящим в основном из итальянских войск, удалось к середине марта окружить Кольберг. Наполеон поставил осадные силы под командование Луазона; Фридрих Вильгельм III доверил защиту Гнейзенау. В начале апреля осадными силами на короткое время командовал Мортье, который привёл большую армию от осаждённого шведского Штральзунда в Кольберг, но получил приказ вернуться, когда защитники Штральзунда начали отвоёвывать позиции. Другие подкрепления пришли из государств Рейнского союза (Королевство Вюртемберг, Саксонские герцогства и Герцогство Нассау), Голландского королевства и из Франции.
После того, как западные окрестности Кольберга были затоплены защитниками, бои сосредоточились на восточном поле перед крепостью, где по поручению Лукаду был построен шанец Вольфсберг. Обороняющимся помогали британское и шведское судно, находившиеся в близлежащем Балтийском море. К концу июня Наполеон значительно укрепил силы осаждающих, чтобы быстрее достичь результата. Осаждающие сосредоточились на захвате порта к северу от города. 2 июля боевые действия прекратились, поскольку Пруссия согласилась на неблагоприятный мир после того, как её союзник, Россия, потерпела сокрушительное поражение под Фридландом. Кольберг был в числе трёх прусских крепостей, остававшихся в руках Пруссии до конца войны (остальные 17 крепостей перешли под власть французов). Осада Кольберга стала в Пруссии легендарной и позже использовалась нацистской пропагандой. Если до Второй мировой войны в городе чествовали оборонявшихся, то после 1945 года, когда город стал частью польского государства, в нём стали чтить память командующего польскими войсками.

## Предыстория

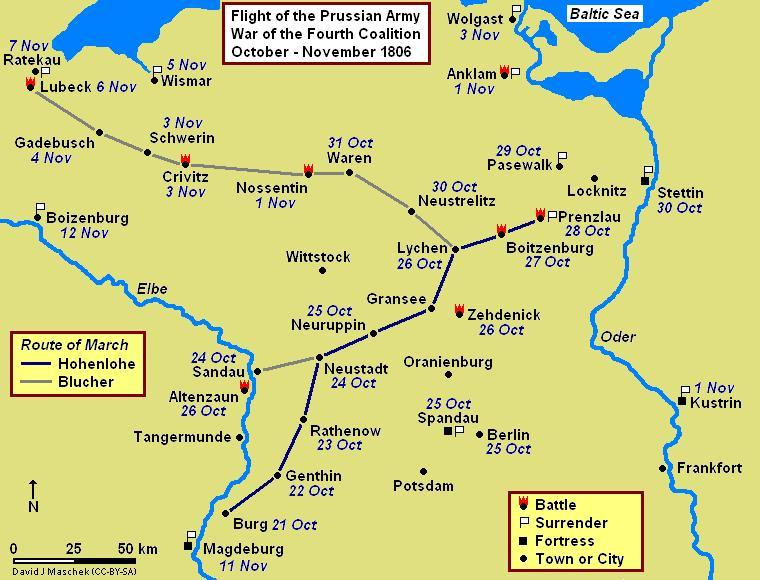
Отступление пруссаков, 1806

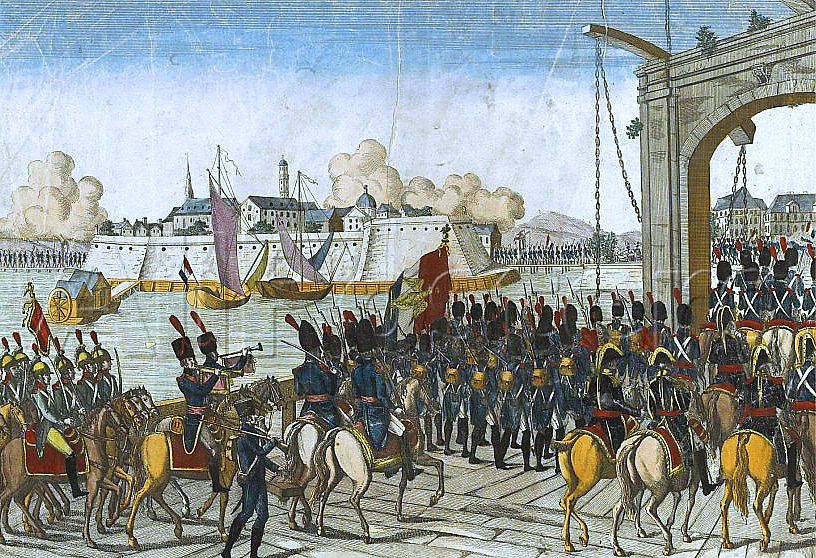
Капитуляция Штеттина

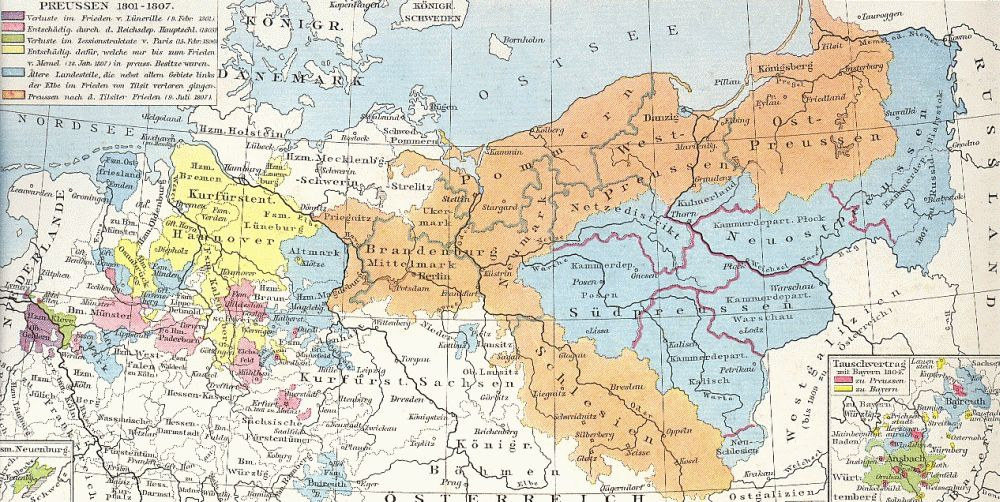
Прусское королевство, 1806

В течение двух недель после битвы при Йене и Ауэрштедте (14 октября 1806 года) Великая армия Наполеона преследовала побеждённую королевскую прусскую армию до Пазевалька в прусской Померании. Столица провинции Штеттин (ныне Щецин), одна из двадцати прусских крепостей, капитулировала 29 октября. После этого Кольберг, в котором в то время проживало около 5000 жителей, стал единственной крепостью провинции, оставшейся в руках Пруссии. Пьер Тувёно, который был назначен французским губернатором Померании, послал своего эмиссара Местрама принять ожидаемую капитуляцию Кольберга и взять крепость под свой контроль.
8 ноября 1806 года у стен крепости Местрам встретился с прусским полководцем Людвигом Морицем фон Лукаду. Отказ Лукаду передать крепость стал неожиданностью для французских генералов и прусской администрации в Штеттине, которые уже присягнули на верность французам. Кроме того, он привёл к тому, что часть побеждённой прусской армии укрылась в Кольберге, усилив гарнизон из двух мушкетёрских батальонов фон Овстиена и фон Борке и 72 орудий. Лукаду приказал перекрыть реку Парсенте к западу от Кольберга, чтобы затопить территорию вокруг крепости, и организовал строительство шанца Вольфсберг к востоку от города. Однако согласование этих мер с Иоахимом Неттельбеком, представителем граждан Кольберга, было затруднено из-за личной неприязни последнего к Лукаду.
Среди прусских солдат, отступивших к Кольбергу после Йены и Ауэрштедта, был второй лейтенант Фердинанд фон Шилль, которому после выздоровления в доме сенатора Кольберга Вестфала после тяжёлой травмы головы было приказано патрулировать районы к западу от крепости с небольшим кавалерийским отрядом. Получив от местных крестьян информацию о передвижениях французов, ему удалось захватить несколько французских офицеров и солдат, собрать продовольствие и финансовые ресурсы в соседних городах и деревнях, а также набрать добровольцев в своё подразделение изнутри и за пределами Кольберга.
Победа Шилля в стычке при Гюльцове (7 декабря 1806 года), хотя и незначительная с военной точки зрения, была широко отмечена как первый прусский успех в борьбе против французской армии — в то время как прусский король Фридрих Вильгельм III хвалил Шилля как «человека, которого ныне ценит отечество», Наполеон называл его «жалким разбойником». Вследствие этих успехов и растущей известности Шилля, прусский король Фридрих Вильгельм III приказал ему 12 января 1807 года основать фрайкор, который в последующие месяцы защищал крепость от французских атак, что позволило её защитникам завершить подготовку к ожидаемой осаде при поддержке Швеции и Великобритании с Балтийского моря.
Времени для подготовки требовалось немало, так как Кольбергу не хватало оборонительных сооружений, живой силы и вооружения, чтобы выдержать осаду. Оборонительные сооружения крепости пришли в упадок, только порт и шанец Кирхгоф были подготовлены к обороне, когда в 1805 и 1806 годах Пруссия опасалась начала войны с Россией и Швецией, но в сентябре орудия с них были сняты. К началу декабря 1806 года гарнизон Кольберга насчитывал 1 576 человек, но в течение следующих месяцев постоянно увеличивался из-за прибытия прусских войск и новых рекрутов из близлежащих районов. Нехватку вооружения частично компенсировал Карл XIII, приславший детали, из которых местные оружейники собрали 2 000 новых винтовок. По состоянию на конец октября 1806 года на стенах Кольберга было установлено 72 орудия: 58 железных пушек (8 24-фунтовых, 4 20-фунтовые, 40 12-фунтовых, 6 6-фунтовых), шесть железных гаубиц (10-фунтовые) и восемь железных мортир (5 50-фунтовых, 3 25-фунтовые); кроме того, имелось четыре передвижных 3-фунтовые пушки. Хотя конвой с артиллерийскими подкреплениями был задержан и захвачен французскими войсками около Штеттина, 12 12-фунтовых пушек были доставлены в Кольберг из прусской крепости Данциг и шведской крепости Штральзунд, каждая из которых прислала по шесть орудий. Поскольку дальнейшее артиллерийское подкрепление не поступало, гарнизон Кольберга установил на стенах ещё 92 орудия, которые ранее были признаны непригодными для использования и выведены из использования. Эти орудия были расположены на флангах, и предполагалось, что они всё ещё могут служить для стрельбы камнями и картечью на коротких дистанциях. Шесть орудий, захваченных фрайкорпом Шилля, также были отправлены в Кольберг.
Клод-Виктор Перрен, которому Наполеон Бонапарт поручил захват Кольберга, был сам захвачен войсками Шилля в Арнсвальде 12 января, содержался в Кольберге, а затем был обменян на прусского генерала Гебхарда Леберехта фон Блюхера. После захвата Перрена атаку на Кольберг возглавила итальянская дивизия Пьетро (Пьера) Толье, которая в феврале начала поход на крепость из Штеттина. Корпус Шилля ещё больше задержал наступление французов, спровоцировав несколько стычек и сражений, самое крупное из которых произошло около Новогарда. К началу марта Толье достиг района Кольберга и к 14 марта очистил окрестные деревни от войск Шилля и окружил крепость.

## Осада

### С середины марта по апрель
Когда французы окружили Кольберг и вылазки Шилля стали невозможны, Лукаду послал три кавалерийских отряда на помощь фрайкору Крокова, оборонявшему Данциг, а Шилль отправился на помощь защитникам Штральзунда в шведской Померании. Пригороды, в первую очередь Гельдернерфиртель, были сожжены, как в то время часто делали перед осадой.
Из-за задержки французского наступления Наполеон сменил Толье, и командиром осаждающих был назначен дивизионный генерал Луи Анри Луазон; Фридрих Вильгельм III заменил Лукаду на посту командира крепости майором Августом Нейдхардтом фон Гнейзенау после жалоб Неттельбека и из соображений предполагаемой высадки британцев на берег в Кольберге — он опасался, что командир французского происхождения может их раздражать. Гнейзенау же был на британской службе во время американской войны за независимость.
В апреле Наполеон отвёл войска Эдуара Мортье, осаждавшего Штральзунд, и послал их взять Кольберг, однако Мортье вскоре пришлось вернуться, когда защитники Штральзунда вытеснили оставшиеся французские войска из шведской Померании.
Французская осадная армия была усилена войсками из Вюртемберга и саксонских государств (Саксен-Кобург-Заальфельда, Саксен-Гота-Альтенбурга, Саксен-Мейнингена, Саксен-Гильдбургхаузена и Саксен-Веймара), а также польским полком. Саксонский и Вюртембергский полки входили в состав армии Рейнского союза, который, как и Королевство Италия, чьи войска уже присутствовали при осаде, подчинялся французам. Польский полк под командованием Антония Павла Сулковского численностью 1200 человек был выведен из осады Данцига (Гданьска) 11 апреля и прибыл 20 апреля; это был 1-й пехотный полк Познанского легиона, созданный Яном Генриком Домбровским от имени Наполеона после польского восстания против прусской оккупации и освобождения французами контролируемой Пруссией Польши, что привело к созданию Варшавского герцогства, в которое вошла часть разделённой Польши.

### С мая по июнь
В течение мая и июня осада характеризовалась ожесточёнными боями в районе шанца Вольфсберг к востоку от Кольберга.
В начале мая осадные силы насчитывали около 8 тыс. человек. С 4 мая блокадный корпус осадных войск был разделён на четыре бригады:

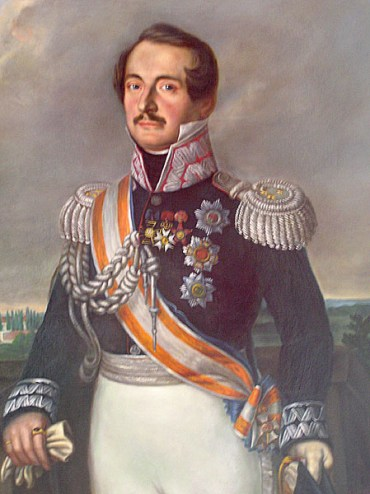
Антоний Павел Сулковский

- в первую бригаду под командованием Берндеса входил один польский полк[37] под началом Антония Павла Сулковского. Сулковский в своих дневниках отмечал, что польские солдаты были очень взволнованы перспективой взятия города, поскольку он когда-то был частью Польши во времена династии Пястов. Он писал: «Наши солдаты полны энтузиазма переместить наши границы к оплотам Болеслава», и добавлял, что капеллан польских солдат Игнаций Пшибыльский призывал: «Польские солдаты! Мы разбили лагерь под Колобжегом. Со времен [Болеслава] Храброго наш полк, сформированный в Познанском и Гнезненском воеводствах, первым показывает здесь свои знамёна…»[38] В состав бригады входили также Вюртембергские полки (Зекендорф, Ромиг);
- вторая бригада, которой командовал Жак Фонтан[фр.], включала 1-й итальянский линейный пехотный полк (Валлериани[35]) и пехотный полк Саксен-Веймара (Эглоффштейн);
- третьей бригадой командовал Кастальдини, в её состав входил 2-й итальянский лёгкий полк;
- четвёртой бригадой командовал генерал Бонфанти, в её состав входил 1-й итальянский лёгкий полк (Ружье).

Остальным силам, кроме гренадеров, была поручена защита других шанцев в районе Кольберга. Штаб осадных войск находился в Трамме (ныне Страмница), где были сосредоточены гренадеры. Артиллерия под командованием генерала Мосселя была сосредоточена возле Цернина (ныне Чернин) и защищалась саксонским отрядом, расквартированным в Дегоу (ныне Дыгово). Строительством осадных сооружений с 5 мая руководил бригадный генерал Шамбарлиак из 8-го корпуса.
Шилль вернулся в город в начале мая, но после разногласий с Гнейзенау снова уехал в Штральзунд, забрав с собой большую часть своего фрайкорпа (в первую очередь кавалерийские части). После ухода Шилля защитники насчитывали около 6 тыс. человек:
- один гренадерский батальон численностью 850 человек под командованием Карла Вильгельма Эрнста фон Вальденфельса[нем.][40], заместителя командира крепости[27];
- один фузилёрский батальон численностью 750 человек под командованием Мёллера;
- 2-й Померанский резервный батальон численностью 540 человек;
- 3-й резервный батальон Ноймарка численностью 420 человек;
- 3-й мушкетёрский батальон фон Оустена численностью 800 человек;
- 3-й мушкетёрский батальон фон Борке численностью 800 человек;
- из фрайкорпа Шилля пять пехотных рот, 750 человек, и один кавалерийский эскадрон в 113 сабель[41] под командованием графа Веделла;
- две егерские роты (Добровольски и Отто) численностью 300 человек, которыми позже командовал Аренсторф;
- 110 кирасиров из полка фон Баллиодза;
- 400 артиллеристов.

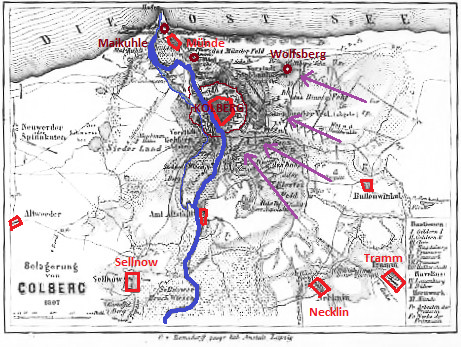
План осады. Фиолетовый: французские траншеи; тёмные районы вокруг Кольберга: затопленные и выгоревшие пригороды

7 мая в ходе французской разведывательной атаки войска 1-го итальянского линейного пехотного полка, а также польских, вюртембергских и саксонских полков атаковали Вольфсберг. Во время боя польское подразделение отразило атаку кавалерийского эскадрона фрайкорпа Шилля (113 солдат). 8 мая генерал Луазон в донесении маршалу Бертье заявил, что в этом бою поляки остановили атаку 600 прусских кавалеристов. В другой атаке, начатой в ночь с 17 на 18 мая, осадным войскам удалось взять часть Вольфсберга, но они были вынуждены отступить, когда в результате хаоса войска Вюртемберга обстреляли итальянские части. Прусские войска начали контратаку и снова выбили их из шанца. После этого французский генерал потерял доверие к войскам Вюртемберга и отвёл их с поля боя. Польские войска широко использовались и, по словам Луи Луазона, проявили исключительную решимость при атаках на Вольфсберг.
20 мая защитникам крепости морем из Великобритании прибыло оружие, в том числе 10 000 винтовок,  сабель и боеприпасы. Однако часть этих припасов, в том числе 6 000 винтовок, были переданы защитникам Штральзунда.
30 мая Наполеон приказал передислоцировать дивизию Жана Буде, чтобы в случае поступления приказа она могла достичь Кольберга в течение 36 часов, а одному полку дивизии было приказано усилить осадное войско.
Вольфсберг, захваченный французской армией 17 мая, но отбитый защитниками на следующий день, капитулировал 11 июня. Среди прочих у Вольфсберга был убит Вальденфельс. Кроме того, Толье был смертельно ранен, когда пушечное ядро попало ему в ногу — по данным французского биографического справочника Biographie universelle, он скончался пять дней спустя, 12 мая, и его смерть заставила стороны договориться о 24-часовом перемирии в его честь; однако, согласно «Истории прусской армии» Хёпфнера, Толье был ранен, когда 11/12 июня было заключено 24-часовое перемирие после капитуляции Вольфсберга, но оно не соблюдалось; согласно же итальянской Biografie di Pietro Teulie, пушечное ядро попало в Толье после 13 июня, а через пять-шесть дней он умер на руках Луазона в соседней деревне Трамм.
Защитников временно поддерживали британский корвет Phyleria и шведский фрегат af Chapmann. Последний прибыл 29 апреля, им командовал майор Фоллин, он был вооружён 46 орудиями (две 36-фунтовые, остальные 24-фунтовые пушки и карронады). Кроме того, три рыбацкие лодки были вооружены орудиями и поддерживали защитников с моря. На каждой из этих лодок было установлено трёхфунтовое орудие, изготовленное Неттельбеком; позже четвёртая лодка была таким же образом подготовлена лейтенантом Фабе. Вечером 3 июня корабли поддержки вели артиллерийский огонь по польскому лагерю, который оказался неэффективным из-за сильного ветра; через три часа вооружённая экспедиция из примерно 200 пруссаков попыталась высадиться на берегу и была отбита в ожесточённом бою польским полком.
14 июня к обороняющимся прибыла британская артиллерия, в том числе 30 железных пушек, 10 железных гаубиц и боеприпасы. Пушки заменили «многие непригодные для использования орудия на стенах Кольберга». Поскольку крепость испытывала нехватку лёгкой артиллерии и в то же время имела достаточно запасов пушечных ядер на складе, кузнец Кольберга выковал железную 4-фунтовую пушку; дальнейшие попытки выковать артиллерийские орудия в крепости были остановлены после прибытия британских орудий.

### Последние дни осады
В середине июня осадное войско было усилено двумя батальонами Нассау численностью от 1 500 до 1 600. Наполеон приказал сузить окружение, чтобы отрезать Кольберг от порта. К концу июня Наполеон послал испытанные в боях французские полки и тяжёлые орудия, чтобы ускорить взятие крепости. 21 июня прибыли дополнительные артиллерийские орудия и 4-й голландский линейный пехотный полк (командующий Антинг) численностью от 1 600 до 1 700 человек. 30 июня прибыли 3-й лёгкий, 56-й и 93-й линейные полки дивизии Буде численностью 7 тыс. человек. В целом в последние дни численность осадных войск увеличилась до 14 тыс. человек.
1 июля французские войска заняли рощу Майкуль, удерживаемую оставшимися солдатами фрайкорпа Шилля. Кольберг подвергся сильной бомбардировке: из 25 940 ядер, выпущенных осаждающими, 6 000 были выпущены 1 и 2 июля.
2 июля в полдень, после объявления прусско-французского соглашения о мире, боевые действия прекратились. Прусско-французское перемирие было подписано уже 25 июня после решающего поражения русских в битве под Фридландом. Кольберг был одной из немногих прусских крепостей, которые противостояли силам Наполеона до подписания мира. Другими были Глатц (Клодзко) и Грауденц (Грудзёндз).

### Потери
Основываясь на данных из прусского военного архива, Хёпфнер перечисляет потери прусского гарнизона Кольберга (заявив, что неясно, включали ли они потери фрайкорпа Шилля) следующим образом:
|                          | Офицеры | Капралы | Рядовые |
| ------------------------ | ------- | ------- | ------- |
| Погибли в бою:           | 14      | 23      | 391     |
| Смертельно ранены:       | 7       | 28      | 253     |
| Ранены:                  | 27      | 104     | 912     |
| Попали в плен:           | 6       | 6       | 192     |
| Пропали без вести:       | 0       | 10      | 149     |
| Дезертировали:           | 0       | 18      | 316     |
| Списаны по инвалидности: | 1       | 24      | 380     |
| Всего:                   | 55      | 213     | 2,593   |

Хёпфнер далее сообщает, что:
- Фрайкорп Шилля потерял в общей сложности 682 пехотинцев, 40 артиллеристов и неучтённое количество кавалеристов и егерей убитыми, ранеными, взятыми в плен или пропавшими без вести[56];
- Из гражданского населения Кольберга 27 погибли и 42 были ранены, в основном в течение двух последних дней[52].

Что касается потерь осаждавших, Хёпфнер говорит, что в прусских архивах указано в общей сложности от 7 до 8 тыс. убитых и раненых, 1 тыс. из которых были убиты и ранены в течение последних двух дней. Хёпфнер не ссылается на цифру, заявленную французами, которую он отклонил как «бесполезную», и говорит, что вышеуказанное утверждение Пруссии о потерях осадных сил может быть преувеличено.
Цифры потерь, приведённые Смитом, совпадают с числами Хёпфнера для прусского гарнизона, поскольку они использовались в качестве источника. Что касается потерь осадных войск, Смит указывает 102 офицера и 5 тыс. рядовых убитыми, ранеными и умершими от болезней.

## Результаты
После объявления мира Кольберг не был оккупирован французской армией. Уже 3/4 июля Наполеон приказал основной части осадных сил двинуться на запад, к шведской Померании, и усилить французские войска, осаждающие Штральзунд под командованием Гийома Брюна. Командующий осадными силами в Кольберге Луи Анри Луазон также отправился к Штральзунду и был назначен командиром дивизии около Деммина. Фердинанд фон Шилль и Нейдхард фон Гнейзенау за свою службу получили высшую военную награду Пруссии «Pour le Mérite».

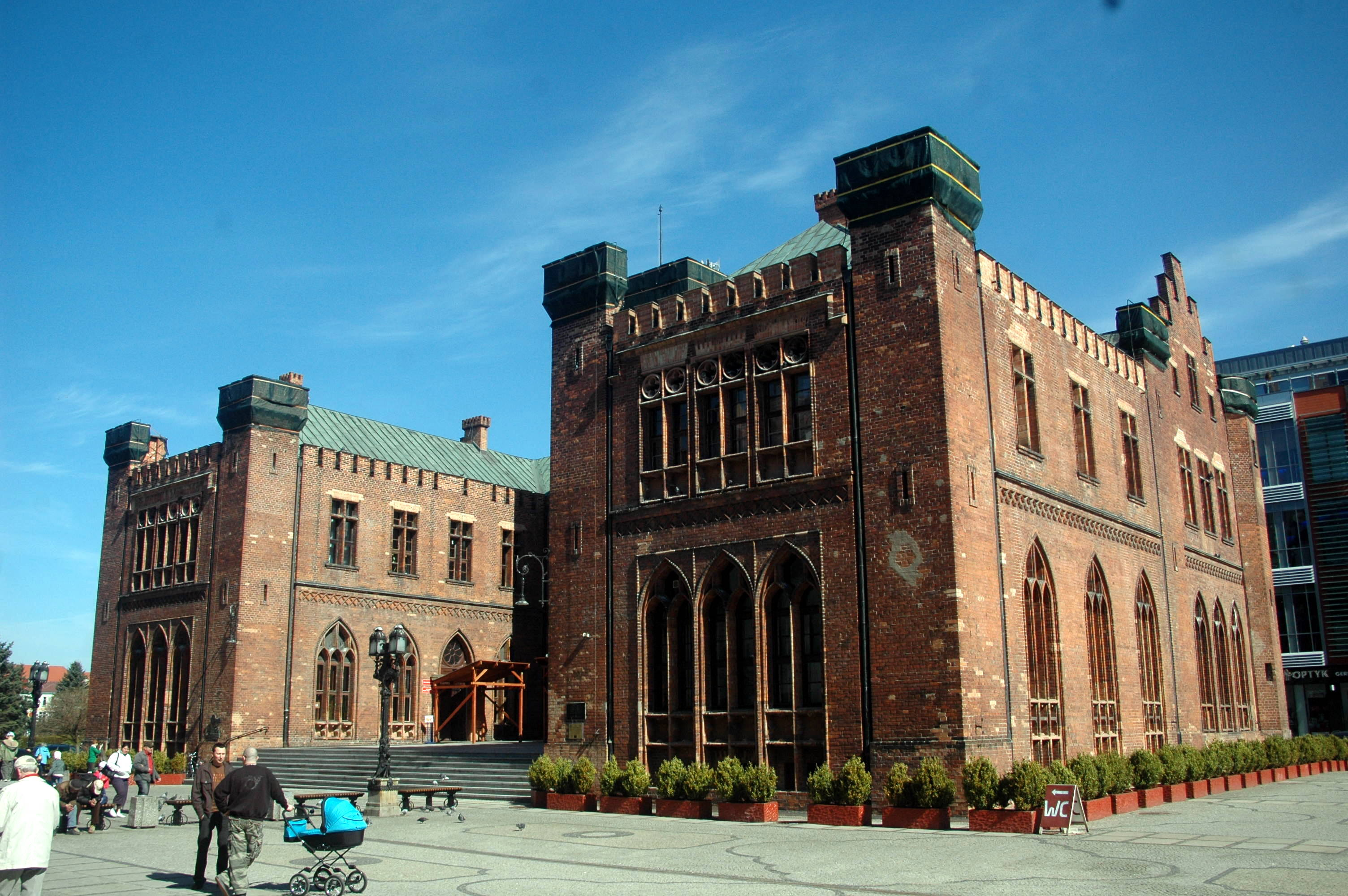
Ратуша Шинкеля

Во время осады пригороды Кольберга были сожжены, более половины Старого города было повреждено или разрушено артиллерийским огнем, а экономика Кольберга, двумя важнейшими отраслями которой были морская торговля и добыча соли, пришла в упадок. Нехватка монет привела к обращению бумажных денег, написанных от руки учащимися местного лицея от имени Гнейзенау. Общий ущерб составил 155 тыс. рейхсталеров. Только в середине 19-го века началась реконструкция и модернизация города и его порта. Руины разрушенной средневековой ратуши были заменены нынешним зданием, спроектированным Карлом Фридрихом Шинкелем. Кольберг перестал быть крепостью в 1872 году. К 1873 году бо́льшая часть оборонительных сооружений была снесена.

### Память
Сама осада стала мифом в военной истории Пруссии, который был частично опровергнут в современных исследованиях Иеронима Крочинского. Нобелевский лауреат Пауль Хейзе описал осаду в своей успешной драме «Кольберг» (1865).
Перед Второй мировой войной в центре города был установлен памятник Гнейзенау, Неттельбеку и Шиллю; дом Шилля был отмечен мемориальной доской, его именем были названы редут и улица, а 2 июля стал местным праздником, отмечавшимся ежегодной процессией. После войны, когда город стал польским, улица в Колобжеге была названа в честь Антония Сулковского, командующего польскими войсками, участвовавшими в осаде.

### Художественный фильм об осаде
Драма Пауля Хейза была использована в нацистском пропагандистском фильме «Кольберг», который был начат в 1943 году и выпущен в 1945 году в конце Второй мировой войны. При стоимости более восьми миллионов марок это был самый дорогой немецкий фильм. Часть сюжета не соответствовала событиям — например, хотя фактическая осада закончилась из-за капитуляции Пруссии, в фильме это прямо не указано. В этой картине незадолго до финала командующий артиллерией де Витри указывает генералу Луазону, что переговоры в Тильзите уже начались, и Наполеон велел прекратить огонь, но тот его не слушает (как выясняется позже, потому, что за взятие города ему обещан титул герцога Кольбергского). Однако в конце, видя неуспешность попыток штурма города, командующий артиллерией своей властью отдаёт приказ о прекращении огня.
Для создания фильма с фронта было привлечено 187 тыс. солдат, 6 тыс. матросов и 4 тыс. лошадей.